# Michelle Sánchez
Michelle Sánchez es una gimnasta venezolana que fue campeona suramericana en Medellín 2010.

## Trayectoria
La trayectoria deportiva de Michelle Sánchez se identifica por su participación en los siguientes eventos nacionales e internacionales:

### Juegos Suramericanos
Fue reconocido su triunfo de ser la séptima deportista con el mayor número de medallas de la selección de  Venezuela en los juegos de Medellín 2010.

#### Juegos Suramericanos de Medellín 2010
Su desempeño en la novena edición de los juegos, se identificó por ser la quincuagésimo novena deportista con el mayor número de medallas entre todos los participantes del evento, con un total de 4 medallas:

- , Medalla de oro: Gymnastics Rhythmic 5 Hoop Women
- , Medalla de oro: Gimnasia Rítmica 3 Listones + 2 Cuerdas Mujeres
- , Medalla de plata: Gimnasia Rítmica Grupo Mujeres
- , Medalla de bronce: Gimnasia Rítmica Equipo Mujeres